# Юсуфи, Фахрудин
Фахрудин Юсуфи (сербохорв. Fahrudin Jusufi / Фахрудин Јусуфи; 8 декабря 1939, Драгаш — 9 августа 2019) — югославский футболист горанского происхождения, защитник, чемпион Олимпийских игр в Риме и серебряный призёр чемпионата Европы 1960 года.

## Карьера игрока

### Клубная
Воспитанник футбольной школы белградского «Партизана», в составе «гробарей» дебютировал в 1957 году, выступая на позиции защитника. В составе этого клуба четырежды становился чемпионом Югославии, с командой дошёл до финала Кубка европейских чемпионов 1965/66, в котором югославский клуб в упорной борьбе уступил «Реалу».
В 1966 году коммунистическое правительство Югославии разрешило Фахрудину отправиться выступать в Западную Германию, и он подписал контракт с франкфуртским «Айнтрахтом». За 4 года выступлений он провёл 111 матчей в рамках национального чемпионата ФРГ, забив два гола. Юсуфи стал одним из первых защитников, который подключался к атакам команды. С 1970 по 1972 годы он выступал вместе со своим соотечественником Звезданом Чебинацем в команде Третьей лиги «Германия» из Висбадена, прежде чем завершить свою игровую карьеру в 1972 году в австрийской команде «Дорнбирн».

### В сборной
В составе сборной Югославии Фахрудин Юсуфи дебютировал в возрасте 20 лет, выступая на Олимпийских играх в Риме, первом чемпионате Европы во Франции и первенстве мира в Чили. На Олимпиаде в итальянской столице Юсуфи стал олимпийским чемпионом вместе с остальными участниками, а на первенстве Европы стал серебряным призёром. Всего же он провёл 55 матчей за сборную Югославии.

## Карьера тренера
С апреля 1980 по май 1981 года Юсуфи был главным тренером «Шальке 04», затем провёл три года в качестве наставника команды «Ваттеншайд 09» и один сезон в клубе «Мюнхен 1860». Последним местом работы Юсуфи является работа тренера белградского «Партизана», с которым были выиграны чемпионат и Кубок Югославии 1987/1988. В 1989 году он был тренером в Челик.

## Личная жизнь
Есть сын Саша, который также был профессиональным футболистом и выступал в Германии.

## Интересные факты
- Юсуфи очень не любит говорить о политике: в 1991 году он заявил, что югославские проблемы его не касаются, поскольку он горанец по национальности и не может быть объектом преследования на национальной или религиозной почве[3].
- В своё время Юсуфи выступал в немецком суде свидетелем в защиту криминального авторитета Любомира Магаша и даже якобы готовил для него алиби[4].